# Amadina
Amadina là một chi chim trong họ Estrildidae.

## Hình ảnh

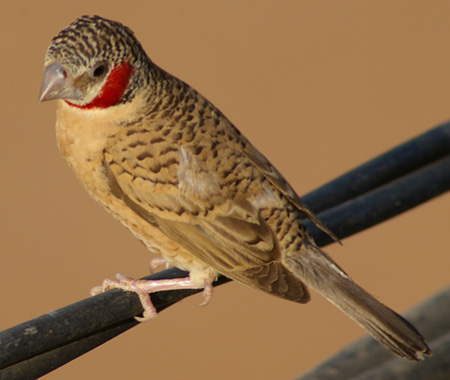
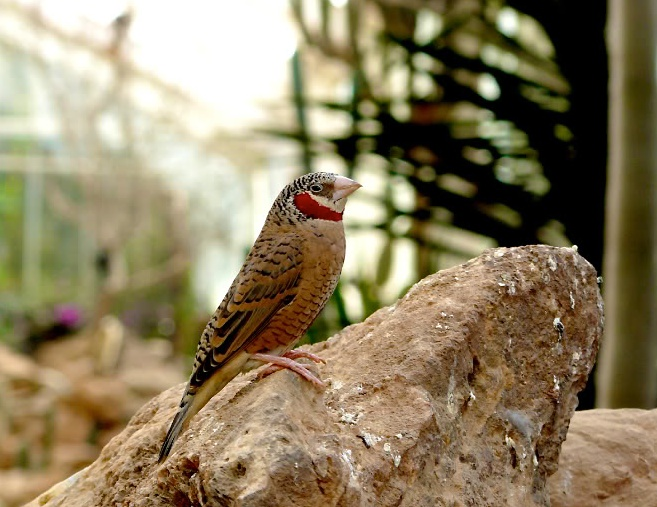
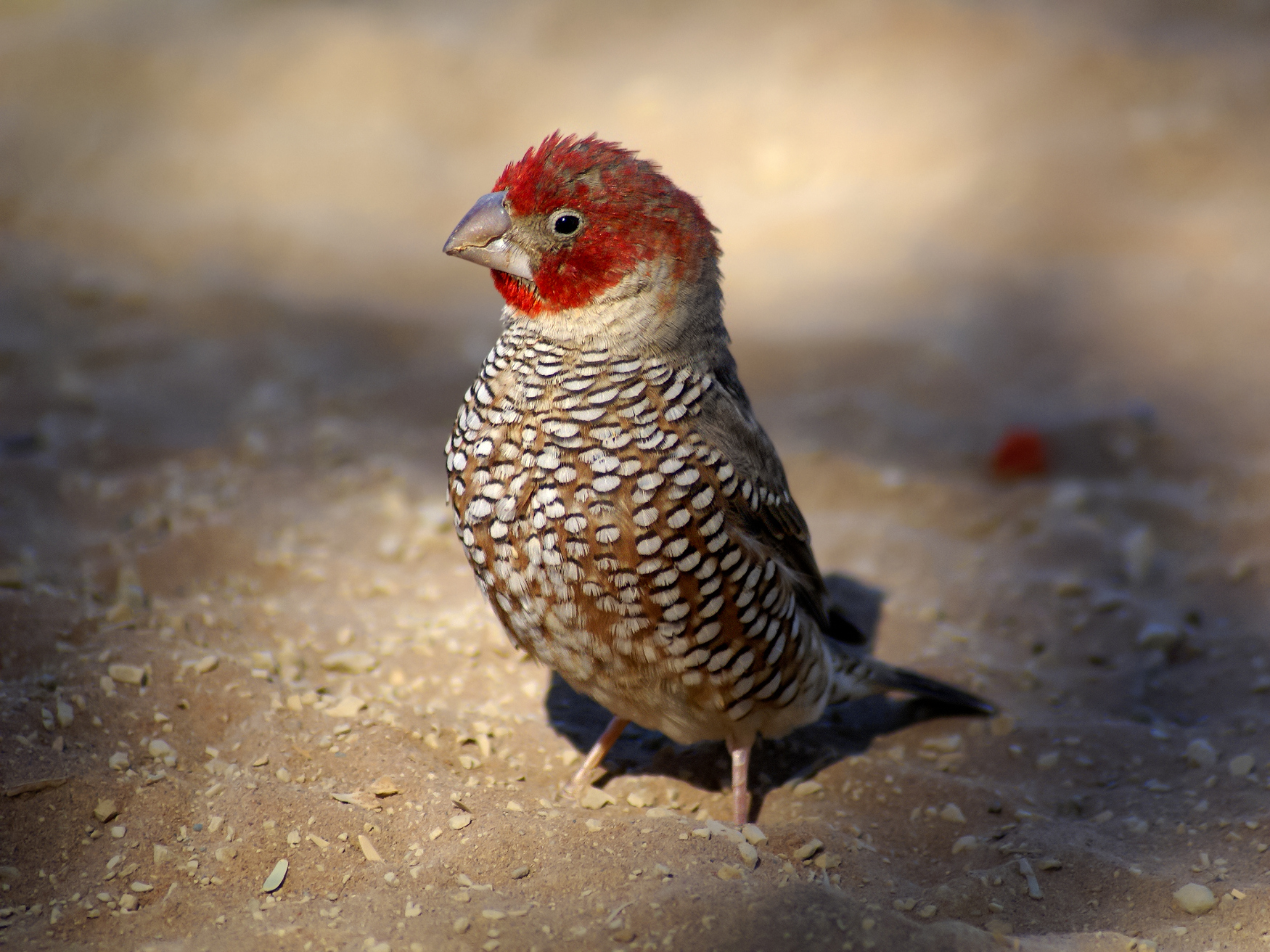
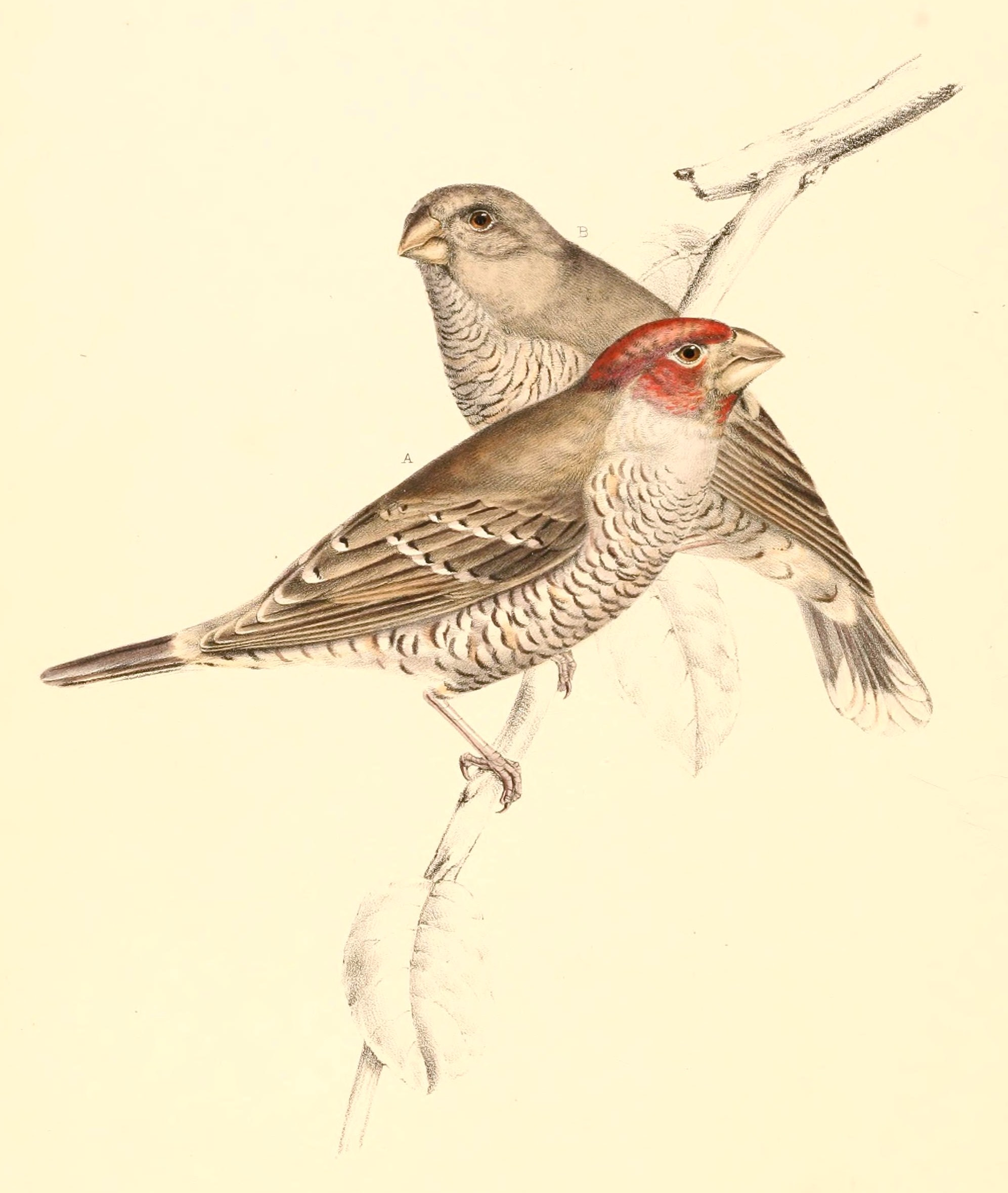